# Orașu Nou-Vii, Satu Mare
Orașu Nou-Vii (maghiară Nagyhegy) este un sat în comuna Orașu Nou din județul Satu Mare, Transilvania, România.

 Acest articol despre o localitate din județul Satu Mare este deocamdată un ciot. Puteți ajuta Wikipedia prin completarea lui.